# Трицепс
Трицепс (triceps brachii лат. "троглави мишић руке") је велики мишић на задњем делу горњих удова многих кичмењака. Углавном је одговоран за продужење зглоба лакта (исправљање руке).

## Структура
Дуга глава извире из инфрагленоидног туберкула скапуле. Простире се дистално према терес минору и постериорно према терес мајору. 
Медијлна глава настаје проксимално у хумерусу, само што је инфериорнија од бразде радијлног живца: са задње стране надлактице; из медијалног интермускуларног септума; а њен удаљени део такође настаје из бочног интермускуларног септума. Медијална глава је углавном покривена бочним и дугим главама, а видљива је само дистално на надлактици.
Бочна глава произилази са задње стране надлактице, бочне и проксималне до утора радијалног живца, од већег туберкула према регији латералног интермускуларног септума.
Свака од три фашнике има свој моторнеуронски субнуклеус у колони мотора у кичменој мождини. Медијална глава формирана је углавном од влакана и моторних јединица малог типа И, бочна глава влакана и моторних јединица великох типа ИИ6 и дуга глава од мешавине типова влакана и моторних јединица. Сугерисано је да се сваки фактор "може сматрати независним мишићем са специфичним функцијалним улогама".
Влакна се конвергирају у једну тетиву да би се уметнула у олекранонски процес улне (мада нека истраживања показују да може бити више од једне тетиве) и до задњег зида капсуле лакатног зглоба где се бури (јастучићи, вреће) често налазе. Делови заједничке тетиве зраче у фасцију подлактице и могу готово покрити мишић анцонеус.

### Уређивање инервације
За све три главе трицепс се класично верује да се инервирани радијалним нервом. Међутим, студија спроведена 2004. године утврдила је да је 20 кадаверичних узорака и 15 хируршких дисекција на учесницима дуга глава била инервирана гранама аксиларног живца у свим слушајевима.

## Функција
Трицепс је екстензорски мишић лакатног зглоба и антагонист мишића бицепса и брацхиалиса. Такође може да фиксира зглоб када се подлактица и рука користе за фине покрете, нпр. при писању. Претпоставља се да се дугачка глава користи када се захтева трајна генерација силе или када постоји потреба за синергијиском конторлом рамена и лакта или заједно. Бочна глава користи се за покрете који захтевају повремене силе високог интензитета, док медијална потколеница омогућава прецизније покрете мале силе.Својим пореклом на лопатици, дуга глава делује и на раменски зглоб, а такође је укључена у ретроверзију и аддукцију руке. Помаже у стабилизацији раменог зглоба на врху надлактнице.

## Тренинг
Трицепси се могу радити или изолацијом или комбинованим покретима продужења лакта и могу се статички смањити како би се рука изравнала против отпора. Покрети изолације укључују потезање каблова, лежећи продужеци трицепса и испружања руку иза леђа.Примери сложених екстензија лакта укључују покрете притиска као што су гурање према горе преса са клупе, пресе са блиским држањем (равно, нагиб или пад), војна преса. Ближи захват циља трицепсе више него шири покрети. Важно је радити мишић за трицепс преко целог спектра контракције. С обзиром да се ради о два зглобна мишића (са прикључцима који прелазе и лакат и раме), најопсежнији приступ тренингу омогућиће вам да тренирате трицепсе вежбама које у потпуности исправите лакат са руком иза тела (да у потпуности скратите трицепсе дуго глава).Руптуре мишића трицепса су ретке и обично се јављају само код анаболичких стероида.

## Клинички значај
Рефлекс трицепса, изазван ударањем трицепса, често се користи за тестирање функције живаца руку. Овим се тестирају кичмени нерви Ц6 и Ц7.